# Zaurak
Zaurak je jméno hvězdy γ (Gama) v souhvězdí  Eridanu. Jméno znamená v arabštině „člun“ nebo „ vor“.
Zaurak má zdánlivou jasnost +2,95m a patří ke spektrální třídě M0 IIIb Ca-1. Zaurak je od Země vzdálen asi 204 světelných let.